# Левандовський Михайло Карлович
Михайло Карлович Левандовський (15 травня 1890, місто Тифліс, тепер місто Тбілісі, Республіка Грузія — розстріляний 29 липня 1938, місто Москва) — радянський військовий діяч, командувач Приморської групи військ Особливої Червонопрапорної Далекосхідної армії, командарм 2-го рангу РСЧА (1935). Член ЦК Комуністичної партії (більшовиків) Грузії. Член ЦВК СРСР. Депутат Верховної Ради СРСР 1-го скликання (у 1937—1938 роках).

## Біографія
Народився в родині польського селянина. Батько служив унтерофіцером на надстроковій службі в російській армії. Мати — росіянка. У 1892 році батько помер від жовтої гарячки. Через декілька років мати знову вийшла заміж за терського козака і родина переїхала на його батьківщину в станицю Миколаївська Сунженського відділу Терського козачого війська. Там Михайло Левандовський закінчив трирічну церковноприходську школу.
Пізніше родина переїхала в місто Грозний, де вітчим працював кочегаром на нафтоперегінному заводі. Михайло Левандовський працював мастильником на тому ж заводі, потім розсильним в поштовій конторі, учнем складача в друкарні. Закінчив Грозненське міське чотирирічне училище і Грозненське реальне училище.
У 1910 році як вихідець з козачої сім'ї зумів поступити у Володимирське військове училище в Санкт-Петербурзі, закінчивши його в 1912 році. Служив у 202-му Горійському піхотному полку, розквартированому в Кутаїсі, молодший офіцер кулеметної команди полку.
З 1914 року — на фронтах Першої світової війни. Брав участь у бойових діях в Східній Пруссії, в Галичині, під Варшавою. Став командиром кулеметної роти, нагороджений п'ятьма бойовими нагородами. У боях був двічі контужений, іншим разом — важко. Після одужання зарахований до Тифліської школи прапорщиків курсовим командиром і викладачем військової справи. З березня 1916 року служив начальником відділення, начальником відділу в 1-му броньовому автомобільному дивізіоні в Петрограді. У 1916 році отримав військове звання штабскапітан.
Брав участь в революційних подіях 1917 року, у тому числі в придушенні виступу генерала Корнілов. Служив командиром броньового дивізіону. Відразу після жовтневого перевороту брав участь в придушенні виступу Керенського і Краснова. З початку демобілізації російської армії в січні 1918 року повернувся до родини в місто Грозний. На початку 1918 року вступив в партію есерів-максималістів.
У 1918 році вступив до роти робітничої самооборони Грозненського нафтоперегінного заводу. Незабаром на зборах бійців роти був обраний її командиром. З березня 1918 року — відповідальний організатор Червоної Гвардії в Грозному, а також військовий комісар Грозного і Владикавказу.
З травня 1918 року — народний комісар у військових справах Терської Радянської Республіки. Під час з'їзду горських народів у Владикавказі очолив оборону будівлі, де розташувалися частина делегатів з'їзду і штаб місцевого гарнізону, проти білогвардійських військ. Три доби відбивав атаки білих козаків, потім з боєм прорвався з оточення і привів загін у Беслан. Звідти на чолі червоногвардійських сил почав наступ на Владикавказ і вибив козаків з міста 11 серпня 1918 року.
У серпні 1918 року зарахований до Червоної армії й призначений командувачем Владикавказько-Грозненської групи військ. З грудня 1918 року — начальник оперативного відділу 11-ї армії Південного фронту РСЧА на Північному Кавказі.
З січня 1919 року — командувач військ 11-ї армії РСЧА. Організував відхід залишків 11-ї армії до Астрахані, на початку походу захворів на епідемічний висипний тиф і доставлений в Астрахань без свідомості. Після одужання взяв участь в обороні Астрахані. З 13 лютого по 20 березня 1919 року  — командир 1-ї особливої кавалерійської дивізії РСЧА. У березні 1919 року був начальником Західної бойової ділянки Кавказько-Каспійського фронту, з квітня 1919 року — командиром 7-ї кавалерійської дивізії РСЧА. З травня 1919 року — начальник 33-ї стрілецької дивізії, яку сам же сформував в Астрахані, на чолі її перекинутий на Дон, брав участь у боях проти військ Денікіна, Мамонтова і повсталих донських козаків. Відзначився під час боїв за Донбас і Ростов-на-Дону на початку 1920 року.
Член РКП(б) з 1920 року.
З березня 1920 року — командувач знову сформованої 11-ї армії РСЧА, на чолі її вів наступальні операції зі знищення останніх угрупувань денікінської армії на Північному Кавказі. У квітні — травні 1920 року провів операцію з захоплення Азербайджану і скиданню мусаватистського уряду. З липня 1920 року по травень 1921 року (з перервами) — командувач 9-ї армії РСЧА, на чолі якої відзначився при знищенні десанту Улагая на Кубань, а також в радянсько-грузинській війні.
Одночасно в жовтні 1920 — січні 1921 року — командувач Терською групою військ РСЧА, з січня по березень 1921 року — Терсько-дагестанською групою військ. У березні — квітні 1921 року — командувач 10-ї Терсько-Дагестанської армії Кавказького фронту.
У липні — вересні 1921 року — губернський військовий комісар Тамбовської губернії.
З вересня 1921 року — помічник, потім заступник командувача військ Північно-Кавказького військового округу. У 1923 році отримав важкі травми в автомобільній катастрофі, ускладнені зараженням крові, що почалося, довгий час лікувався.
З грудня 1923 року був помічником командувача Збройними силами України й Криму.
З квітня 1924 року по листопад 1925 року — командувач військ і член Революційної військової ради Туркестанського фронту, керував боротьбою з басмацтвом на усій території Середньої Азії.
З листопада 1925 року — командувач військ Кавказької Червонопрапорної армії. З березня 1928 року одночасно уповноважений народного комісара у військових і морських справах СРСР при Раді народних комісарів Закавказької РФСР.
З жовтня 1928 року — начальник Головного управління РСЧА. З грудня 1929 року — командувач військ Сибірського військового округу. У 1932—1933 роках стажувався в німецькому рейхсвері.
З листопада 1933 року — командувач військ Кавказької Червонопрапорної армії, а коли в червні 1935 року на її основі був сформований Закавказький військовий округ — став його командувачем.
З червня 1937 по лютий 1938 року — командувач Приморської групи військ Особливої Червонопрапорної Далекосхідної армії. Член Військової ради при Народному комісарові оборони СРСР.
23 лютого 1938 року заарештований. Визнав себе винним в участі в антирадянській, троцькістській і військово-фашистській змові в РСЧА. 29 липня 1938 року засуджений Військовою колегією Верховного суду СРСР до найвищої міри покарання. Розстріляний того ж дня в Москві, похований на полігоні Комунарка.
Визначенням Військової колегії Верховного суду СРСР від 28 квітня 1956 року реабілітований.

## Нагороди
- Орден Леніна (22.03.1936)
- Орден Червоного Прапора (19.10.1920)
- Орден Червоного Прапора Азербайджанської РСР (травень 1921)
- Орден Трудового Червоного Прапора Таджицької РСР (вересень 1930)
- Орден Святого Володимира 4-го ст. з мечами і бантом (ВП 4.03.1915)
- Орден Святого Станіслава 3-го ст. з мечами і бантом (ВП 16.11.1915)
- Орден Святої Анни 3-го ст. з мечами і бантом (ВП 7.05.1916)
- Орден Святого Станіслава 2-го ст. з мечами (ВП 19.09.1916)